# Tachytrechus sanus
Tachytrechus sanus är en tvåvingeart som beskrevs av Osten-Sacken 1877. Tachytrechus sanus ingår i släktet Tachytrechus och familjen styltflugor. Inga underarter finns listade i Catalogue of Life.